# Olé Olé Olé!: A Trip Across Latin America
Pour les articles homonymes, voir Olé, Olé, Olé.
Pour plus de détails, voir Fiche technique et Distribution.
Olé Olé Olé!: A Trip Across Latin America est un documentaire réalisé par Paul Dugdale (en), sorti en 2016. Il s'agit d'un documentaire retraçant le parcours des Rolling Stones durant leur tournée sud-américaine América Latina Olé Tour 2016 (en).
Le film est présenté en avant-première au festival international du film de Toronto 2016. En France et dans certains pays, le film est disponible sur Netflix.

## Synopsis
Entre février et mars 2016, les Rolling Stones se produisent lors d'une tournée évènement en Amérique du Sud, avec comme point d'orgue un concert historique et gratuit à La Havane à Cuba le 25 mars 2016, Havana Moon. Après des répétitions à Los Angeles, ils se rendent donc au Brésil, en Argentine, en Uruguay, au Chili ou encore au Pérou. Dans ces pays, d'anciennes dictatures pour la plupart, les chansons des Stones étaient très souvent interdites de diffusion.
En parallèle, on peut voir certains Sud-américains passionnés par le groupe ainsi que l'organisation compliquée du concert cubain. Ce dernier est en effet incertain, puis reporté notamment en raison de la venue du président américain Barack Obama, une première depuis 1928. Les quatre membres du groupe évoquent également la musique, la notoriété ou encore leur rapport avec l'Amérique du Sud. Ils interprètent également leurs plus grands tubes.

## Fiche technique
Sauf indication contraire, les informations mentionnées dans cette section peuvent être confirmées par la base de données cinématographiques IMDb,  présente dans la section « Liens externes ».
- Titre : Olé Olé Olé!: A Trip Across Latin America
- Réalisation : Paul Dugdale
- Scénario : Sam Bridger et Paul Dugdale
- Photographie : Jonas Mortensen
- Montage : Christopher Bird et Tom Watson
- Musique : The Rolling Stones
- Production : Sam Bridger

Producteurs délégués : Julie Jakobek et Simon Fisher
- Sociétés de production : Eagle Rock Entertainment et JA Digital
- Sociétés de distribution : Eagle Rock Entertainment, Netflix (France)
- Budget : n/a
- Pays d'origine :  Royaume-Uni
- Langues originales : anglais, espagnol et portugais
- Format : couleur -
- Genre : documentaire
- Durée : 105 minutes
- Dates de sortie[2] :
  -  Canada : 16 septembre 2016 (festival international du film de Toronto 2016)
  -  Royaume-Uni : 19 novembre 2016 (1re diffusion TV)

## Distribution
- Mick Jagger
- Keith Richards
- Charlie Watts
- Ronnie Wood
- Barack Obama

## Production
Le tournage a lieu au Chili (Santiago et son Stade national), en Argentine (Buenos Aires, La Plata et son stade Ciudad), en Uruguay (Montevideo et son stade Centenario), au Brésil (Rio de Janeiro et son stade Maracanã, São Paulo et son stade Cícero-Pompeu-de-Toledo, Porto Alegre et son stade José-Pinheiro-Borda), le Pérou (Lima) et son stade Monumental), la Colombie (Bogota et son stade Nemesio Camacho El Campín), le Mexique (Mexico et le Foro Sol) et enfin La Havane à Cuba et le Coliseo de la Ciudad Deportiva (en).

## Accueil
Le magazine Rolling Stone publie une critique positive du film. The New York Times évoque un film qui « est plus qu'un simple film de concert c'est un compte rendu d'un moment historique [...] , intelligemment assemblé et reflétant des événements vieux de seulement six mois ». Variety publie également une critique positive soulignant la qualité de la réalisation ainsi que la séquence en Argentine, jugée particulièrement intéressante.

## La tournéeAmérica Latina Olé Tour 2016
| Date            | Ville          | Pays      | Lieu                                | Première partie              | Affluence | Recettes                 |
| --------------- | -------------- | --------- | ----------------------------------- | ---------------------------- | --------- | ------------------------ |
| 3 février 2016  | Santiago       | Chili     | stade national                      | Los Tres                     | 62 412    | 6 160 725 $              |
| 7 février 2016  | La Plata       | Argentine | stade Ciudad                        | Ciro y los Persas/La Beriso  | 155 184   | 17 637 161 $             |
| 10 février 2016 | La Plata       | Argentine | stade Ciudad                        | Ciro y los Persas/La Beriso  | 155 184   | 17 637 161 $             |
| 13 février 2016 | La Plata       | Argentine | stade Ciudad                        | Ciro y los Persas/La Beriso  | 155 184   | 17 637 161 $             |
| 16 février 2016 | Montevideo     | Uruguay   | stade Centenario                    | Boomerang                    | 61 445    | 7 596 103 $              |
| 20 février 2016 | Rio de Janeiro | Brésil    | stade Maracanã                      | Ultraje a Rigor / Dr Pheabes | 60 051    | 5 588 851 $              |
| 24 février 2016 | São Paulo      | Brésil    | stade Cícero-Pompeu-de-Toledo       | Titãs                        | 135 656   | 12 255 726 $             |
| 27 février 2016 | São Paulo      | Brésil    | stade Cícero-Pompeu-de-Toledo       | Titãs                        | 135 656   | 12 255 726 $             |
| 2 mars 2016     | Porto Alegre   | Brésil    | stade José-Pinheiro-Borda           | Cachorro grande / Dr Pheabes | 49 073    | 6 441 579 $              |
| 6 mars 2016     | Lima           | Pérou     | stade Monumental                    | Frágil avec Andrés Dulude    | 47 119    | 8 095 011 $              |
| 10 mars 2016    | Bogota         | Colombie  | stade Nemesio Camacho El Campín     | Diamante Eléctrico           | 40 785    | 6 905 869 $              |
| 14 mars 2016    | Mexico         | Mexique   | Foro Sol                            | Little Jesus                 | 117 567   | 13 213 298 $             |
| 17 mars 2016    | Mexico         | Mexique   | Foro Sol                            | Little Jesus                 | 117 567   | 13 213 298 $             |
| 25 mars 2016    | La Havane      | Cuba      | Coliseo de la Ciudad Deportiva (en) | —                            | 500 000,  | gratuit                  |
| Totaux          | Totaux         | Totaux    | Totaux                              | Totaux                       | 1 229 292 | 90,9 millions de dollars |